# European Championships 2022/Teilnehmer (Malta)
| Gelbes Symbol für Goldmedaillen mit stilisierten Olympischen Ringen | Graues Symbol für Silbermedaillen mit stilisierten Olympischen Ringen | Braundes Symbol für Bronzemedaillen mit stilisierten Olympischen Ringen |
| ------------------------------------------------------------------- | --------------------------------------------------------------------- | ----------------------------------------------------------------------- |
| —                                                                   | —                                                                     | —                                                                       |

Malta nahm an den European Championships 2022 mit insgesamt vier Athleten und Athletinnen teil.

## Teilnehmer nach Sportarten

### Leichtathletik
Laufen und Gehen 
| Athleten      | Wettbewerb | Vorlauf | Vorlauf | Halbfinale    | Halbfinale    | Finale        | Finale        | Rang |
| Athleten      | Wettbewerb | Zeit    | Rang    | Zeit          | Rang          | Zeit          | Rang          | Rang |
| ------------- | ---------- | ------- | ------- | ------------- | ------------- | ------------- | ------------- | ---- |
| Frauen        |            |         |         |               |               |               |               |      |
| Janet Richard | 400 m      | 53,49 s | 21      | ausgeschieden | ausgeschieden | ausgeschieden | ausgeschieden | 21   |

 Springen und Werfen 
| Athleten         | Wettbewerb | Qualifikation | Qualifikation | Finale        | Finale        | Rang |
| Athleten         | Wettbewerb | Weite         | Rang          | Weite         | Rang          | Rang |
| ---------------- | ---------- | ------------- | ------------- | ------------- | ------------- | ---- |
| Frauen           |            |               |               |               |               |      |
| Claire Azzopardi | Weitsprung | 5,60 m        | 22            | ausgeschieden | ausgeschieden | 22   |

### Turnen
| Athleten         | Wettbewerb       | Qualifikation | Qualifikation | Finale        | Finale        | Rang |
| Athleten         | Wettbewerb       | Punkte        | Rang          | Punkte        | Rang          | Rang |
| ---------------- | ---------------- | ------------- | ------------- | ------------- | ------------- | ---- |
| Frauen           |                  |               |               |               |               |      |
| Ella Borg        | Boden            | 11,266        | 88            | ausgeschieden | ausgeschieden | 88   |
| Ella Borg        | Schwebebalken    | 9,500         | 105           | ausgeschieden | ausgeschieden | 105  |
| Ella Borg        | Sprung           | 11,766        | 26            | ausgeschieden | ausgeschieden | 26   |
| Ella Borg        | Stufenbarren     | 9,400         | 106           | ausgeschieden | ausgeschieden | 106  |
| Ella Borg        | Mehrkampf Einzel | —             | —             | 42,066        | 76            | 76   |
| Tara Vella Clark | Boden            | 11,300        | 87            | ausgeschieden | ausgeschieden | 42   |
| Tara Vella Clark | Schwebebalken    | 12,033        | 41            | ausgeschieden | ausgeschieden | 36   |
| Tara Vella Clark | Sprung           | 11,883        | 25            | ausgeschieden | ausgeschieden | 41   |
| Tara Vella Clark | Stufenbarren     | 9,766         | 103           | ausgeschieden | ausgeschieden | 66   |
| Tara Vella Clark | Mehrkampf Einzel | —             | —             | 45,365        | 62            | 50   |

## Weblink
- Malta auf der Webseite der European Championship 2022